# 倭姫命世記
『倭姫命世記』（やまとひめのみことせいき）は、鎌倉時代中期に編纂されたと考えられている書物。
『倭姫命世記』内では神護景雲2年（768年）、「禰宜五月麻呂」の撰と伝えるが、実際は鎌倉時代中期に編纂されたと考えられている。伊勢神道の経典である「神道五部書」の一つで、『記紀』で垂仁天皇の皇女とされる倭姫命が天照大神を奉じて各地を巡幸し伊勢に鎮座するまでの伝承を記すとともに、伊勢神道の教説が明確に主張されている。

## 成立
『倭姫命世記』の伝説は、平安時代末期以降、伊勢神宮の御厨と呼ばれる荘園が各地に広がったことや、室町時代以降に御師と呼ばれる下級神職が各地で伊勢信仰を広めたことと関係していると考えられている。本書の編述者については、久保田収は、度会行忠により編述されたものと推定したが、鎌田純一は行忠以前にすでに成立していたと推定している。『倭姫命世記』を含む、中世に成立したいわゆる「神道五部書」の中でも、この『倭姫命世記』は『宝基本紀』とともに比較的早く成立したものと考えられており、成立順としては『宝基本紀』に次ぐ2番目に早い成立であると推定され、『宝基本紀』の思想性をさらに発展させたものとして考えられる。神護景曇2年の「禰宜五月麻呂」による編述とする奥書は仮託であるものの、御巫清直の研究によって、同書は、神宮の古記録である『太神宮本紀』を基にした『大同本紀』という古代の文献をもとに製作されたものであることが明らかとなり、『倭姫命世記』は、単に中世に編述されたというだけでなく、成立に当たっては神宮の古伝承も包摂されたと考えられている。
文体については、宣命体で書かれている箇所が多いものの徹底されておらず、特に後半部分は小字部分が少ない純漢文体に近い文体となっていて、語学的には古代語と中世鎌倉語が混在する文章となっている。宣命書の箇所は、本書の編述者が古代の成立であることを装うために装飾した擬古的なものと考えられる。
倭姫命の伝説は広く浸透しており、倭姫命が滞在したという宮の伝承地が、岐阜県や滋賀県、三重県の各地に点在している。

## 教説
『倭姫命世記』は、倭姫命による皇大神宮の鎮座伝承に加え、神道の思想が主張されている。本書では、内宮の鎮座を終えた倭姫命が神去る直前の雄略天皇23年の2月に託宣を行なったことが記され、その中で、人の心が神の分霊である「心神」とされ、人は、この「心神」のままに生きることを意味する「正直」「清浄」の状態でなければならないと述べられた。また、「元（はじめ）を元として元の初めに入り、本を本として本の心に任（よ）させよ」との託宣が記され、根源をしっかり見つめ、源を明らかにし、その厳格な繰り返しによって新たな生命がよみがえるとする「元々本々」の思想が説かれた。この思想は、式年遷宮という鎮座の原初に違うことなく立ち戻る祭儀から実感された思想と考えられる。また、この中で示された「神は垂るるに祈祷を以て先と為し、冥は加ふるに、正直を以て本と為せり」という託宣の一節は、江戸時時代に山崎闇斎が創始する垂加神道に影響を与えるなど、後の神道思想に大きな影響を与えた。

## 研究史
「神道五部書」に対する実証的な研究は、江戸時代中期の国学者吉見幸和が元文元年（1736年）に著した『五部書説弁』により端緒が開かれ、幸和は同書で、『倭姫命世記』が五部書の中で最も遅い成立であると推定し、中世の外宮神官による偽作であるとして全面的に批判した。しかし、江戸時代後期の国学者本居宣長は、『倭姫命世記』の本文に神宮の古伝承が含まれていることを指摘し、さらに幕末から明治時代の国学者である御巫清直は『太神宮本紀帰正鈔』を著して、『倭姫命世記』が『太神宮本紀』を基にした『大同本紀』に依拠して成立したものであることを論証し、『倭姫命世記』本文の徹底的な批判検証により元の文章の復元を図って研究を大成した。戦後に入ると、岡田米男、西田長男、久保田収らの研究者によりさらに精密な研究が行われ、『倭姫命世記』から直接に『太神宮本紀』の文章を復元することの誤りや、『倭姫命世記』が依拠した神宮の古伝承の範囲などが明らかになっていった。